# Euplexia magniclavis
Euplexia magniclavis är en fjärilsart som beskrevs av George Francis Hampson 1897. Euplexia magniclavis ingår i släktet Euplexia och familjen nattflyn. Inga underarter finns listade i Catalogue of Life.